# ذاكرة الماء
ذاكرة الماء هي القدرة المزعومة للماء على الاحتفاظ بذاكرة للمواد التي أذيبت مسبقًا فيه حتى بعد عدد عشوائي من التخفيفات التسلسلية. اُدعي أنها آلية تعمل من خلالها المعالجات المثلية، حتى عندما تخفف لدرجة أنه لا يبقى أي جزيء من المادة الأصلية.
تتحدى فكرة ذاكرة الماء الفهم العلمي التقليدي للمعرفة الكيميائية الفيزيائية وهي غير مقبولة في المجتمع العلمي. في عام 1988، نشر جاك بنفنيست دراسة تدعم ظاهرة ذاكرة الماء وسط جو من الخلافات في مجلة نيتشر، ورافقها افتتاحية كتبها محرر نيتشر جون مادوكس حث فيها القراء على «تعليق الحكم» حتى يمكن تكرار النتائج. في السنوات التالية للنشر، أُجريت العديد من التجارب تحت إشراف فريق بنفنيست، ووزارة الدفاع، وبرنامج هورايزن التابع لمحطة بي بي سي، والعديد من الباحثين، ولكن لم يقم أي فريق بإعادة تكرار نتائج بنفنيست في ظروف مضبوطة.

## دراسة بنفنيست
كان بنفنيست عالم مناعة فرنسي سعى لإثبات معقولية المعالجة المثلية «بصرف النظر عن المصالح المثلية» في مجلة علمية كبرى. تحقيقًا لهذه الغاية، قام بنفنيست وفريقه في انستوت ناسوينال دو لا سانتي أي دو لا ريشرشي ميدوكال (إنسيرم، أو المعهد الوطني للصحة والبحوث الطبية) بتخفيف محلول من الأجسام المضادة البشرية في الماء لدرجة أنه لم يكن هناك عمليًا احتمالية لبقاء جزيء واحد من الجسم المضاد في محلول الماء. إضافة إلى ذلك، ذكروا بأن الخلايا القاعدية البشرية استجابت للتخفيف كما لو كانت قد واجهت الجسم المضاد الأصلي (جزء من رد فعل تحسسي). ذُكر أن التأثير حدث فقط عندما رُج المحلول بعنف أثناء التخفيف. قال بنفنيست: «إن الأمر أشبه بتحريك مفتاح سيارة في مياه النهر، والذهاب لأميال مع التيار، واستخراج بضع قطرات من الماء، ثم بدء تشغيل السيارة بالماء». في ذلك الوقت، لم يقدم بنفنيست أي تفسير نظري لهذا التأثير، والذي أُطلق عله لاحقًا اسم «ذاكرة الماء» من قبل صحفي معلقًا على الدراسة.

### الآثار
في حين أظهرت دراسة بنفنيست آلية يمكن من خلالها استخدام العلاجات المثلية، تحدت الآلية الفهم العلمي التقليدي للمعرفة الكيميائية الفيزيائية. ذُكرت ورقة حول ديناميكيات الرابطة الهيدروجينية من قبل بعض المصادر الثانوية فيما يتعلق بلا معقولية الذاكرة المائية.

### النشر في مجلةنيتشر
قدم بنفنيست بحثه إلى المجلة العلمية البارزة نيتشر للنشر. كان هناك قلق من جانب مجلس الرقابة التحريرية في نيتشر من أن المادة، إذا نُشرت، ستضفي مصداقية على الممارسين في المعالجة المثلية حتى لو لم تكن الآثار قابلة للتكرار. كان هناك قلق مماثل من أن البحث كان ببساطة خاطئًا، نظرًا للتغييرات على قوانين الفيزياء والكيمياء المعروفة التي ستتطلب الدراسة إجرائها. صرح محرر نيتشر، جون مادوكس، أن «عقولنا لم تكن مُغلقة بقدر ما هي غير مستعدة لتغيير نظرتنا الكاملة لكيفية بناء العلم». اعتُبر رفض الورقة على أي أساس موضوعي غير معتمد، إذ لم تكن هناك عيوب منهجية واضحة في ذلك الوقت.
في النهاية، توصلوا إلى حل وسط. نُشرت الورقة في مجلة نيتشر عدد 333 في 30 يونيو 1988، لكنها كانت مصحوبة بافتتاحية كتبها مادوكس التي أشارت إلى «أن هناك أسبابًا جيدة ومحددة لماذا يجب على الأشخاص الحكماء، في الوقت الحالي، تعليق الحكم» ووصف بعض القوانين الأساسية للكيمياء والفيزياء التي ستنتهكها إذا ثبت صحتها. بالإضافة إلى ذلك، طالب مادوكس بإعادة التجارب تحت إشراف مجموعة اختيرت يدويًا أصبحت تعرف باسم «صائدي الأشباح»، بما في ذلك مادوكس، والساحر الشهير والباحث في الظواهر الخارقة جيمس راندي، ووالتر دبليو. ستيوارت، الكيميائي وكاشف الزيف المستقل في معاهد الصحة الوطنية الأمريكية.

## التجارب المُشرف عليها بعد النشر
تحت إشراف مادوكس وفريقه، اتبع بنفنيست وفريقه من الباحثين إجراء الدراسة الأصلي وأنتجوا نتائج مشابهة لنتائج البيانات المنشورة الأولى. ومع ذلك، أشار مادوكس إلى أنه أثناء الإجراء كان المُجربون على علم بأنابيب الاختبار التي تحتوي على الأجسام المضادة والتي لا تحتوي عليها. ثم بدأ فريق بنفنيست سلسلة تجارب ثانية عمياء مع مادوكس وفريقه المسؤول عن التعمية المزدوجة: صُورت دفاتر الملاحظات، وصُور المختبر بالفيديو، وشُفرت الزجاجات ولُعب فيها سرًا. حتى أن راندي وصل إلى حد لف الملصقات في الصحف، وختمها في مظروف، ثم لصقها على السقف حتى لا يتمكن بنفنيست وفريقه من قراءتها. لم تظهر السلسلة التجريبية العمياء أي تأثير لذاكرة الماء.
نشر فريق مادوكس تقريرًا عن التجارب الخاضعة للإشراف في العدد التالي (يوليو 1988) من نيتشر. استنتج فريق مادوكس «أنه لا يوجد أساس جوهري للادعاء بأن ضد الغلوبولين المناعي هـ (anti-IgE) في ظروف التخفيف العالي (بعوامل تصل إلى 10120) يحتفظ بفعاليته البيولوجية، وأن الفرضية القائلة بأن الماء يمكن أن يحتفظ بذاكرة للمواد السابقة المذابة فيه غير مفيدة لأنها خيالية». تكهن فريق مادوكس في البداية أن شخصًا ما في المختبر «كان يمازح بنفنيست»، لكنهم استنتجوا لاحقًا، «نعتقد أن المختبر أنشأ وهمًا لتفسير بياناته وعززه». وأشار مادوكس أيضًا إلى أن اثنين من باحثي بنفنيست كانوا يتلقون رواتب من شركة بوريون للمعالجة المثلية الفرنسية. 

### آثار الحادثة
في رسالة رد نُشرت في نفس عدد يوليو من دورية نيتشر، هاجم بنفنيست مادوكس واشتكى من «المحنة» التي تعرض لها على يد فريق نيتشر، وقارنها بـ «محاكمات السحر في سالم وبمحاكمات مكارثي». في كل من الرد في نيتشر وفي حلقة لاحقة من برنامج مراوغات وكواركات، اشتكى بنفنيست بصورة خاصة من ستيوارت، وادعى أنه يتصرف كما لو كانوا محتالين وعاملهم بازدراء، واشتكى من «تصرفه التقليدي كشخص يعرف كل شيء». في رسالته في مجلة نيتشر، أشار بنفنيست أيضًا إلى أن راندي كان يحاول خداع المسار التجريبي عن طريق القيام بحيل سحرية، «صرف انتباه الفني المسؤول عن الإشراف عليها!»، كان أكثر اعتذارًا في برنامج مراوغات وكواركات إذ أعاد صياغة ذكره لراندي وقال إنه أبقى الفريق مستمتعًا بحيله وأن وجوده كان موضع ترحيب بصورة عامة. وأشار أيضًا إلى أنه على الرغم من أن اثنين من أعضاء فريقه يُدفع لهم من قبل شركة معالجة مثلية، فإن نفس الشركة دفعت فاتورة الفندق لفريق مادوكس.
كان مادوكس غير مستعد لتقديم اعتذار، قائلاً «أنا آسف لأننا لم نجد شيئًا أكثر إثارة للاهتمام». وظهر في نفس برنامج مراوغات وكواركات ورفض شكاوى بنفنيست، مشيرًا إلى أنه بسبب احتمالية دعم النتائج بصورة غير ملائمة من قبل مجتمع المعالجة المثلية، كان من الضروري إعادة الاختبار فوريًا. برهن فشل الاختبارات أن النتائج الأولية كانت على الأرجح بسبب تأثير الشخص القائم على التجربة. وأشار أيضًا إلى أن إجراء الاختبار بأكمله الذي اشتكى منه بنفنيست فيما بعد هو إجراء اتُفق عليه مسبقًا من قبل جميع الأطراف، ولم يعترض بنفنيست على عليه إلا بعد فشل الاختبار.
استمر النقاش في قسم رسائل دورية نيتشر لعدة إصدارات قبل أن يُوقف من قبل هيئة التحرير. استمر في الصحافة الفرنسية لبعض الوقت، وفي سبتمبر، ظهر بنفنيست في برنامج مناقشة في التليفزيون البريطاني أفتر دارك لمناقشة الأحداث مباشرة مع راندي وآخرين. على الرغم من كل الجدل حول الاختبارات، فإنها لم توقف قلق مادوكس: حتى في ظل فشل الاختبارات، ما زالت تستخدم للادعاء بأن التجارب «تثبت» أن المعالجة المثلية تعمل. ذكر أحد المؤلفين المشاركين لبنفنيست في ورقته في نيتشر، فرانسيس بوفيز، في وقت لاحق أنه في حين أن الاختبارات التجريبية غير العمياء عادة ما تسفر عن نتائج «صحيحة» (أي أن العينات غير المخففة كانت نشطة بيولوجيًا، أما العينات المضبوطة لم تكن)، «كانت نتائج العينات العمياء عشوائية في كل مرة تقريبًا ولم تتناسب مع النتائج المتوقعة: كانت بعض العينات «المضبوطة» فعالة وبعض العينات «الفعالة» كانت دون تأثير على النظام البيولوجي».